# Alfredo Chaves
Alfredo Chaves – miasto i gmina w Brazylii, w stanie Espírito Santo. Znajduje się w mezoregionie Central Espírito-Santense i mikroregionie Guarapari.